# Ошибское сельское поселение
Ошибское се́льское поселе́ние — муниципальное образование в Кудымкарском районе Пермского края Российской Федерации.
Административный центр — село Ошиб.

## История
Ошибский сельский совет образован в 1924 году. В 1926 году в селе Ошиб были организованы общество потребителей, отделение почты, начальная школа, комитет бедноты, фельдшерский пункт.
В 1928—1930 годах были организованы 6 колхозов: Ошибский, Рочевский, Косьвинский, Сюзь-Позьинский, Конановский и Осиповский. В 1946 году были основаны Рочевский лесопункт и посёлок Новый.
В 1963 году от Ошибского сельсовета созданному Новоселовскому сельскому Совету были переданы деревни: Петухова, Патрукова, Даньшина, Сизева, Новоселова, Шор-йыв, Дорошева, Велвинскому сельсовету — Рочевский лесопункт и посёлок Новый.
В 1969 году из нескольких мелких колхозов был образован совхоз «Ошибский».
В 1975 году было построено новое здание Ошибского сельского совета и централизованные ремонтные мастерские. В 1978 году построена Ошибская участковая больница на 60 коек. В 1981 году в селе Ошиб построен детский комбинат на 140 мест. В 1989 году совхоз построил двуххэтажное здание правления, на первый этаж которого в 1990 году переехал сельский Совет.
Статус и границы сельского поселения установлены Законом Коми-Пермяцкого автономного округа от 4 июля 2005 года № 53 «Об утверждении границ и наделении статусом муниципальных образований Кудымкарского района Пермского края». Помимо Ошибского сельского совета в его состав вошли территории ещё 4 сельсоветов: Егоровский, Ошибский, Велвинский, Эрнский.

## Население
| 2010  | 2012  | 2013  | 2014  | 2015  | 2016  | 2017  |
| ----- | ----- | ----- | ----- | ----- | ----- | ----- |
| 3211  | ↘3114 | ↘3006 | ↘2913 | ↘2783 | ↘2693 | ↘2616 |
| 2018  | 2019  |       |       |       |       |       |
| ↘2587 | ↘2525 |       |       |       |       |       |

## Состав сельского поселения
| №  | Населённый пункт | Тип населённого пункта       | Население |
| -- | ---------------- | ---------------------------- | --------- |
| 1  | Архипова         | деревня                      | 54        |
| 2  | Баранова         | деревня                      | 95        |
| 3  | Важ-Пальник      | деревня                      | 8         |
| 4  | Велва-База       | посёлок                      | 520       |
| 5  | Виль-Конанова    | деревня                      | 14        |
| 6  | Виль-Чукылева    | деревня                      | 11        |
| 7  | Галюкова         | деревня                      | 23        |
| 8  | Девина           | деревня                      | 37        |
| 9  | Егорова          | деревня                      | 216       |
| 10 | Захарова         | деревня                      | 47        |
| 11 | Киршина          | деревня                      | 95        |
| 12 | Конанова         | деревня                      | 210       |
| 13 | Косьва           | деревня                      | 17        |
| 14 | Кузьмина         | деревня                      | 61        |
| 15 | Максимова        | деревня                      | 8         |
| 16 | Малахова         | деревня                      | 15        |
| 17 | Мелехина         | деревня                      | 159       |
| 18 | Новая Шляпина    | деревня                      | 46        |
| 19 | Новоселова       | деревня                      | 82        |
| 20 | Осипова          | деревня                      | 43        |
| 21 | Ошиб             | село, административный центр | 536       |
| 22 | Патрукова        | деревня                      | 106       |
| 23 | Петухова         | деревня                      | 96        |
| 24 | Плешкова         | деревня                      | 44        |
| 25 | Рочева           | деревня                      | 101       |
| 26 | Савина           | деревня                      | 22        |
| 27 | Сенькашор        | деревня                      | 5         |
| 28 | Сизева           | деревня                      | 9         |
| 29 | Старая Шляпина   | деревня                      | 82        |
| 30 | Сюзь-Позья       | деревня                      | 161       |
| 31 | Тарасова         | деревня                      | 22        |
| 32 | Трапезники       | деревня                      | 34        |
| 33 | Фадеева          | деревня                      | 21        |
| 34 | Шарволь          | посёлок                      | 19        |
| 35 | Эрна             | посёлок                      | 192       |